# Campionati canadesi di sci alpino 1966
Ai Campionati canadesi di sci alpino 1966 furono assegnati i titoli di discesa libera, slalom gigante, slalom speciale e combinata, sia maschili sia femminili. Trattandosi di competizioni valide anche ai fini del punteggio FIS, vi parteciparono anche sciatori di altre federazioni, senza che questo consentisse loro di concorrere al titolo nazionale canadese.

## Risultati

### Uomini

#### Discesa libera
| Pos. | Atleta          | Nazione |
| ---- | --------------- | ------- |
| 1    | Scott Henderson | Canada  |
| 2    | ?               | ?       |
| 3    | ?               | ?       |

#### Slalom gigante
| Pos. | Atleta          | Nazione |
| ---- | --------------- | ------- |
| 1    | Scott Henderson | Canada  |
| 2    | ?               | ?       |
| 3    | ?               | ?       |

#### Slalom speciale
| Pos. | Atleta          | Nazione |
| ---- | --------------- | ------- |
| 1    | ?               | ?       |
| 2    | ?               | ?       |
| 3    | Scott Henderson | Canada  |
| 4    | ?               | ?       |
| 5    | ?               | ?       |

#### Combinata
| Pos. | Atleta       | Nazione |
| ---- | ------------ | ------- |
| 1    | Peter Duncan | Canada  |
| 2    | ?            | ?       |
| 3    | ?            | ?       |

### Donne

#### Discesa libera
| Pos. | Atleta       | Nazione |
| ---- | ------------ | ------- |
| 1    | Nancy Greene | Canada  |
| 2    | ?            | ?       |
| 3    | ?            | ?       |

#### Slalom gigante
| Pos. | Atleta      | Nazione     |
| ---- | ----------- | ----------- |
| 1    | Joan Hannah | Stati Uniti |
| 2    | ?           | ?           |
| 3    | ?           | ?           |
| 4    | ?           | ?           |

#### Slalom speciale
| Pos. | Atleta      | Nazione     |
| ---- | ----------- | ----------- |
| 1    | Wendy Allen | Stati Uniti |
| 2    | ?           | ?           |
| 3    | ?           | ?           |
| 4    | ?           | ?           |

#### Combinata
| Pos. | Atleta       | Nazione |
| ---- | ------------ | ------- |
| 1    | Nancy Greene | Canada  |
| 2    | ?            | ?       |
| 3    | ?            | ?       |